# Jusqu'au bout du monde (téléfilm, 2011)
Pour les articles homonymes, voir Jusqu'au bout du monde.
Jusqu'au bout du monde est un téléfilm français réalisé par Gilles de Maistre en 2011, diffusé le 2 janvier 2013 sur France 2.  Il a été suivi par 2,85 millions de téléspectateurs, en France, soit 10,3 % de part de marché.

## Synopsis
Virginie, une jeune ethnobotaniste française sur-diplômée, part travailler à Manaus, au Brésil. Elle, qui rêve de découvrir l'Amazonie, sa végétation et les Indiens, a accepté un poste dans un laboratoire, propriété d'un richissime homme d'affaires, Jason.  Pourtant, ce dernier n'a pas très bonne réputation : on dit qu'il trafique avec la mafia et, en plus, il a pour projet de construire un immense barrage, qui aura pour effet de chasser les Indiens de leurs terres.  Très vite, Virginie fait la connaissance d'une tribu indienne et de Manuel, un militant écologiste qui lutte contre Jason et dont elle tombe amoureuse.  Mais Jason a aussi sa part d'ombre...

## Fiche technique
- Réalisateur : Gilles de Maistre
- Scénario : Christophe Graizon, Jacqueline Caüet et Gilles de Maistre
- Durée : 90 min
- Pays :  France
- Première diffusion: 2 janvier 2013 sur France 2

## Distribution
Sauf indication contraire, les informations mentionnées dans cette section peuvent être confirmées par la base de données cinématographiques IMDb,  présente dans la section « Liens externes ».
- Claire Keim : Virginie
- Guillaume Cramoisan : Manuel
- Fanny Cottençon : Margot
- Marcos Palmeira : Jason
- Jean Pierre Noher : Diego
- Felipe Rocha : Pedro
- Thiago Peres de Almeida : Sting
- Munahim Mehinaku : Le Xaman
- Luís Carlos Miele : Le Parrain
- Michelle Martins : Dolores